# Gran Premio de Gran Bretaña de Motociclismo de 2022
El Gran Premio de Gran Bretaña de Motociclismo de 2022 (oficialmente: Monster Energy British Grand Prix) fue la decimosegunda prueba del Campeonato del Mundo de Motociclismo de 2022. Tuvo lugar en el fin de semana del 5 al 7 de agosto de 2022 en el Circuito de Silverstone, situado entre las localidades de Northamptonshire y Buckinghamshire, Gran Bretaña.
La carrera de MotoGP fue ganada por Francesco Bagnaia, seguido de Maverick Viñales y Jack Miller. Augusto Fernández fue el ganador de la prueba de Moto2, por delante de Alonso López y Jake Dixon. La carrera de Moto3 fue ganada por Dennis Foggia, Jaume Masiá fue segundo y Deniz Öncü tercero.

## Resultados

### Resultados MotoGP
| Pos.    | N.º | Piloto                | Equipo                       | Constructor | Vueltas | Tiempo    | Parrilla | Puntos |
| ------- | --- | --------------------- | ---------------------------- | ----------- | ------- | --------- | -------- | ------ |
| 1       | 63  | Francesco Bagnaia     | Ducati Lenovo Team           | Ducati      | 20      | 40:10.260 | 5        | 25     |
| 2       | 12  | Maverick Viñales      | Aprilia Racing               | Aprilia     | 20      | +0.426    | 2        | 20     |
| 3       | 43  | Jack Miller           | Ducati Lenovo Team           | Ducati      | 20      | +0.614    | 3        | 16     |
| 4       | 23  | Enea Bastianini       | Gresini Racing MotoGP        | Ducati      | 20      | +1.651    | 8        | 13     |
| 5       | 89  | Jorge Martín          | Prima Pramac Racing          | Ducati      | 20      | +1.750    | 9        | 11     |
| 6       | 88  | Miguel Oliveira       | Red Bull KTM Factory Racing  | KTM         | 20      | +2.727    | 13       | 10     |
| 7       | 42  | Álex Rins             | Equipo Suzuki Ecstar         | Suzuki      | 20      | +3.021    | 11       | 9      |
| 8       | 20  | Fabio Quartararo      | Monster Energy Yamaha MotoGP | Yamaha      | 20      | +3.819    | 4        | 8      |
| 9       | 41  | Aleix Espargaró       | Aprilia Racing               | Aprilia     | 20      | +3.958    | 6        | 7      |
| 10      | 72  | Marco Bezzecchi       | Mooney VR46 Racing Team      | Ducati      | 20      | +6.646    | 7        | 6      |
| 11      | 33  | Brad Binder           | Red Bull KTM Factory Racing  | KTM         | 20      | +7.730    | 14       | 5      |
| 12      | 10  | Luca Marini           | Mooney VR46 Racing Team      | Ducati      | 20      | +13.439   | 10       | 4      |
| 13      | 30  | Takaaki Nakagami      | LCR Honda Idemitsu           | Honda       | 20      | +13.706   | 20       | 3      |
| 14      | 44  | Pol Espargaró         | Repsol Honda Team            | Honda       | 20      | +13.906   | 18       | 2      |
| 15      | 21  | Franco Morbidelli     | Monster Energy Yamaha MotoGP | Yamaha      | 20      | +16.359   | 19       | 1      |
| 16      | 04  | Andrea Dovizioso      | WithU Yamaha RNF MotoGP Team | Yamaha      | 20      | +20.805   | 24       |        |
| 17      | 73  | Álex Márquez          | LCR Honda Castrol            | Honda       | 20      | +21.099   | 17       |        |
| 18      | 87  | Remy Gardner          | Tech 3 KTM Factory Racing    | KTM         | 20      | +24.579   | 16       |        |
| 19      | 6   | Stefan Bradl          | Repsol Honda Team            | Honda       | 20      | +28.773   | 21       |        |
| 20      | 40  | Darryn Binder         | WithU Yamaha RNF MotoGP Team | Yamaha      | 20      | +33.653   | 23       |        |
| 21      | 25  | Raúl Fernández        | Tech 3 KTM Factory Racing    | KTM         | 20      | +35.601   | 22       |        |
| 22      | 49  | Fabio Di Giannantonio | Gresini Racing MotoGP        | Ducati      | 20      | +36.640   | 15       |        |
| Ret     | 36  | Joan Mir              | Equipo Suzuki Ecstar         | Suzuki      | 14      | Caída     | 12       |        |
| Ret     | 5   | Johann Zarco          | Prima Pramac Racing          | Ducati      | 8       | Retirado  | 1        |        |
| Fuente: |     |                       |                              |             |         |           |          |        |

### Resultados Moto2
| Pos.    | N.º | Piloto                  | Constructor | Vueltas | Tiempo    | Parrilla | Puntos |
| ------- | --- | ----------------------- | ----------- | ------- | --------- | -------- | ------ |
| 1       | 37  | Augusto Fernández       | Kalex       | 18      | 37:38.670 | 1        | 25     |
| 2       | 21  | Alonso López            | Boscoscuro  | 18      | +0.070    | 8        | 20     |
| 3       | 96  | Jake Dixon              | Kalex       | 18      | +0.662    | 6        | 16     |
| 4       | 79  | Ai Ogura                | Kalex       | 18      | +1.741    | 3        | 13     |
| 5       | 40  | Arón Canet              | Kalex       | 18      | +1.946    | 10       | 11     |
| 6       | 13  | Celestino Vietti        | Kalex       | 18      | +5.440    | 5        | 10     |
| 7       | 16  | Joe Roberts             | Kalex       | 18      | +7.528    | 2        | 9      |
| 8       | 9   | Jorge Navarro           | Kalex       | 18      | +10.647   | 12       | 8      |
| 9       | 12  | Filip Salač             | Kalex       | 18      | +11.646   | 17       | 7      |
| 10      | 64  | Bo Bendsneyder          | Kalex       | 18      | +12.259   | 7        | 6      |
| 11      | 18  | Manuel González         | Kalex       | 18      | +14.040   | 15       | 5      |
| 12      | 14  | Tony Arbolino           | Kalex       | 18      | +14.802   | 11       | 4      |
| 13      | 35  | Somkiat Chantra         | Kalex       | 18      | +16.098   | 16       | 3      |
| 14      | 52  | Jeremy Alcoba           | Kalex       | 18      | +17.285   | 14       | 2      |
| 15      | 54  | Fermín Aldeguer         | Boscoscuro  | 18      | +19.253   | 20       | 1      |
| 16      | 7   | Barry Baltus            | Kalex       | 18      | +19.336   | 21       |        |
| 17      | 19  | Lorenzo Dalla Porta     | Kalex       | 18      | +27.544   | 19       |        |
| 18      | 61  | Alessandro Zaccone      | Kalex       | 18      | +32.993   | 18       |        |
| 19      | 28  | Niccolò Antonelli       | Kalex       | 18      | +34.996   | 26       |        |
| 20      | 24  | Simone Corsi            | MV Agusta   | 18      | +40.187   | 25       |        |
| 21      | 33  | Rory Skinner            | Kalex       | 18      | +40.601   | 24       |        |
| 22      | 4   | Sean Dylan Kelly        | Kalex       | 18      | +40.943   | 28       |        |
| 23      | 81  | Keminth Kubo            | Kalex       | 18      | +45.026   | 27       |        |
| 24      | 74  | Piotr Biesiekirski      | Kalex       | 18      | +56.612   | 29       |        |
| Ret     | 23  | Marcel Schrötter        | Kalex       | 16      | Caída     | 9        |        |
| Ret     | 75  | Albert Arenas           | Kalex       | 10      | Caída     | 4        |        |
| Ret     | 42  | Marcos Ramírez          | MV Agusta   | 7       | Caída     | 23       |        |
| Ret     | 6   | Cameron Beaubier        | Kalex       | 4       | Caída     | 13       |        |
| Ret     | 84  | Zonta van den Goorbergh | Kalex       | 3       | Caída     | 22       |        |
| DNS     | 22  | Sam Lowes               | Kalex       |         | No corrió |          |        |
| DNS     | 51  | Pedro Acosta            | Kalex       |         | No corrió |          |        |
| Fuente: |     |                         |             |         |           |          |        |

### Resultados Moto3
| Pos.    | N.º | Piloto               | Constructor | Vueltas | Tiempo         | Parrilla | Puntos |
| ------- | --- | -------------------- | ----------- | ------- | -------------- | -------- | ------ |
| 1       | 7   | Dennis Foggia        | Honda       | 17      | 37:30.120      | 7        | 25     |
| 2       | 5   | Jaume Masiá          | KTM         | 17      | +0.252         | 21       | 20     |
| 3       | 53  | Deniz Öncü           | KTM         | 17      | +0.297         | 6        | 16     |
| 4       | 27  | Kaito Toba           | KTM         | 17      | +0.738         | 14       | 13     |
| 5       | 82  | Stefano Nepa         | KTM         | 17      | +0.762         | 5        | 11     |
| 6       | 10  | Diogo Moreira        | KTM         | 17      | +0.881         | 1        | 10     |
| 7       | 17  | John McPhee          | Husqvarna   | 17      | +0.932         | 10       | 9      |
| 8       | 6   | Ryusei Yamanaka      | KTM         | 17      | +0.936         | 3        | 8      |
| 9       | 16  | Andrea Migno         | Honda       | 17      | +1.108         | 13       | 7      |
| 10      | 99  | Carlos Tatay         | CFMoto      | 17      | +1.790         | 22       | 6      |
| 11      | 43  | Xavier Artigas       | CFMoto      | 17      | +1.827         | 15       | 5      |
| 12      | 19  | Scott Ogden          | Honda       | 17      | +2.050         | 24       | 4      |
| 13      | 20  | Lorenzo Fellon       | Honda       | 17      | +2.186         | 16       | 3      |
| 14      | 54  | Riccardo Rossi       | Honda       | 17      | +2.383         | 4        | 2      |
| 15      | 31  | Adrián Fernández     | KTM         | 17      | +21.029        | 20       | 1      |
| 16      | 23  | Elia Bartolini       | KTM         | 17      | +21.064        | 23       |        |
| 17      | 64  | Mario Aji            | Honda       | 17      | +21.188        | 28       |        |
| 18      | 72  | Taiyo Furusato       | Honda       | 17      | +21.243        | 17       |        |
| 19      | 67  | Alberto Surra        | Honda       | 17      | +21.430        | 27       |        |
| 20      | 9   | Nicola Fabio Carraro | KTM         | 17      | +21.454        | 25       |        |
| 21      | 70  | Joshua Whatley       | Honda       | 17      | +30.280        | 26       |        |
| 22      | 41  | Marc García          | KTM         | 17      | +42.153        | 30       |        |
| 23      | 22  | Ana Carrasco         | KTM         | 17      | +42.165        | 29       |        |
| NC      | 96  | Daniel Holgado       | KTM         | 17      | No clasificado | 12       |        |
| Ret     | 44  | David Muñoz          | KTM         | 16      | Caída          | 19       |        |
| Ret     | 24  | Tatsuki Suzuki       | Honda       | 16      | Caída          | 8        |        |
| Ret     | 28  | Izan Guevara         | Gas Gas     | 16      | Colisión       | 2        |        |
| Ret     | 48  | Iván Ortolá          | KTM         | 16      | Colisión       | 18       |        |
| Ret     | 71  | Ayumu Sasaki         | Husqvarna   | 14      | Colisión       | 9        |        |
| Ret     | 11  | Sergio García        | Gas Gas     | 14      | Colisión       | 11       |        |
| 1.      |     |                      |             |         |                |          |        |
| Fuente: |     |                      |             |         |                |          |        |